# Bad Bodenteich
Bad Bodenteich er en kommune i Samtgemeinde Aue i den sydlige del af Landkreis Uelzen i den nordøstlige del af tyske delstat Niedersachsen, og en del af Metropolregion Hamburg. Kommunen har et areal på knap 50 km², og en befolkning på knap 3.800 mennesker.

## Geografi
Bad Bodenteich ligger ved floden Stederau, der er en kildeflod til Ilmenau, og ved Elbe-Seitenkanal.

### Inddeling
Kommunen består ud over hovedbyen Bad Bodenteich af landsbyerne Abbendorf, Bomke, Flinten, Häcklingen, Kuckstorf, Overstedt, Schafwedel og Schostorf.